# فالح حسن وصفی
فالح حسن وصفی (عربی: فالح حسن وصفي) بازیکن سابق و مربی فوتبال اهل عراق است.
از باشگاه‌هایی که در آن بازی کرده‌است می‌توان به باشگاه ورزشی المینا اشاره کرد.
وی همچنین در تیم ملی فوتبال عراق بازی کرده‌است.